# Damaeus torquisetosus
Damaeus torquisetosus är en kvalsterart som först beskrevs av Mihelcic 1955.  Damaeus torquisetosus ingår i släktet Damaeus och familjen Damaeidae. Inga underarter finns listade i Catalogue of Life.